# Lembois
Lembois, Lempäälä eller Lempälä (finska: Lempäälä) är en kommun i landskapet Birkaland i Finland. Folkmängden i Lempäälä kommun uppgår till 24 164 invånare, och den totala arealen utgörs av 307,06 km². 
I kommunen ligger en del av tätorten Tammerfors centraltätort. Kommunen gränsar till: Vesilahti kommun, Birkala kommun, Tammerfors stad, Kangasala stad, Valkeakoski stad och Ackas stad.
Kommunen ingår i Tammerfors ekonomiska region.
Lembois kommuns språkliga status är enspråkigt finsk.

## Namn
Enligt Institutet för de inhemska språkens senaste förteckning över svenska ortnamn i Finland är de svenska namnformerna Lempälä och Lembois inte längre levande, utan räknas numera som föråldrade. Historiskt sett har det ibland inte gjorts någon klar distinktion mellan de bägge svenska ortnamnsformerna. Innan orten omvandlades från socken till kommun dominerade den svenska namnformen Lempälä. Därefter dominerade namnformen Lempälä för kommunen och Lembois specifikt för kommunens kyrkoby (fi. Lempoinen). I till exempel 1963 års upplaga av publikationen Svenska ortnamn i Finland används namnformen Lembois för hela kommunen, vilket visar att distinktionen mellan namnformerna har varit vacklande.
De svenska parallellnamnen bör fortfarande användas i en historisk text, men i en svensk text om moderna förhållanden bör de finska namnformerna Lempäälä och Lempoinen användas.

## Historia
De äldsta fynden av bosättning härstammar från stenåldern. Fornlämningar efter järnåldersbosättningar har påträffats i Haurala, Motti, Lastunen och Nurmi byar. Bland de mest betydande fynden hör en båtformad stenyxa som hittades år 1935 i Aimala by. I Hietaniemi by har påträffats en av Finlands största begravningsplatser (Päivääniemen kalmisto) som härstammar från stenåldern. Det kommunala självstyret tog sin början i Lembois 1865, då den verkställande förvaltningen uppdelades i en kyrklig och en borgerlig.
Under finska inbördeskriget fick Lembois betala ett högt pris för sitt goda militärstrategiska läge. År 1918 kallas av den anledningen i Lembois för skräckens år. En svensk frivillig brigad var bland annat underställd de vita skyddskårerna, som agerade som den lagliga finländska regeringens trupper.
Lembois goda trafikförbindelser genom tiderna har bidragit positivt till bygdens tillväxt. Industrialiseringen tog sin början år 1946, då pappersbruket Piippo Oy etablerade sig i kommunen. Efter pappersbrukets etablering har Lembois kommuns folkmängd ökat kraftigt varje år.

## Lembois församling
Lembois avskildes i början av 1400-talet från Vesilax kyrksocken och nämns första gången 1455. Församlingens finska namnform är: Lempäälän seurakunta.
Antalet byar som i äldre tider har haft egna sidor i husförhörslängder och församlingsböcker i Lembois församling uppgick på den tiden till 38 stycken.

## Geografi

### Byar
Ett axplock byar inom Lembois kommun: Ahtiala, Hervannanmaa, Kellhof (på finska Kelho), Kuivaspää, Kulju, Lastus (på finska Lastunen), Mattila, Nurmi och Säijä.

### Herrgårdar
Kulju, Innilä, Såtevalla (även kallad för Sotavalda, finska: Sotavalta), Kukkola, Loppis gård (finska: Lopenkartano) och Lastus: gård (finska: Lastusten kartano).

## Politik

### Mandatfördelning i Lempäälä kommun, valen 1976–2021
| 9 | 9 | 4 |  | 2 | 10 |

| 8 | 10 | 4 |  | 2 | 10 |

| 6 | 11 |  | 4 | 2 | 11 |

| 6 | 10 |  | 4 | 2 | 12 |

| 6 | 11 | 2 | 4 | 2 | 10 |

| 6 | 13 | 2 | 5 | 2 | 15 |

| 5 | 12 |  | 2 | 8 | 3 | 12 |

| 4 | 13 | 2 | 9 | 3 | 12 |

| 28 | 15 |

| 3 | 10 | 4 |  | 8 | 3 | 14 |

| 23 | 20 |

| 3 | 10 | 3 | 4 | 8 | 3 | 12 |

| 23 | 20 |

| 3 | 9 | 5 | 3 | 7 | 3 | 13 |

| 22 | 21 |

| 2 | 8 | 4 | 7 | 6 | 3 | 13 |

| 25 | 18 |

### Vänorter
Lempäälä kommun har följande fem vänorter:  
- Ulricehamn, Sverige
- Upplands-Bro, Sverige
- Øvre Eiker, Norge
- Kerteminde, Danmark
- Tapolca, Ungern[14]

## Ekonomi och infrastruktur

### Handel
Köpcentret Ideapark invigdes i december 2006.

### Kommunikationer
Lembois har en järnvägsstation för persontrafik längs Stambanan mellan Helsingfors och Tammerfors. Den drygt 1 km långa Lempäälä kanal öppnades 1873. Den ingår i farleden mellan Tammerfors och Tavastehus, och trafikeras av insjöbåtar. Europaväg (Riksväg 3/E12) löper genom kommunen.

## Befolkningsutveckling
| Befolkningsutvecklingen i Lempäälä kommun 1975–2020                                                          | Befolkningsutvecklingen i Lempäälä kommun 1975–2020 | Befolkningsutvecklingen i Lempäälä kommun 1975–2020 | Befolkningsutvecklingen i Lempäälä kommun 1975–2020 | Befolkningsutvecklingen i Lempäälä kommun 1975–2020 |
| --- | --------------------------------------------------- | --------------------------------------------------- | --------------------------------------------------- | --------------------------------------------------- |
| |                                                     |                                                     |                                                     |                                                     |
| År |                                                     |                                                     | Folkmängd                                           |                                                     |
| 1975 | 1975                                                |                                                     | 12 091                                              |                                                     |
| 1980 | 1980                                                |                                                     | 12 660                                              |                                                     |
| 1985 | 1985                                                |                                                     | 13 618                                              |                                                     |
| 1990 | 1990                                                |                                                     | 14 564                                              |                                                     |
| 1995 | 1995                                                |                                                     | 15 395                                              |                                                     |
| 2000 | 2000                                                |                                                     | 16 331                                              |                                                     |
| 2005 | 2005                                                |                                                     | 18 248                                              |                                                     |
| 2010 | 2010                                                |                                                     | 20 588                                              |                                                     |
| 2015 | 2015                                                |                                                     | 22 536                                              |                                                     |
| 2020 | 2020                                                |                                                     | 23 828                                              |                                                     |
| Anm: Uppgifterna avser förhållandena den 31 december nämnda år enligt områdesindelningen den 1 januari 2022. |                                                     |                                                     |                                                     |                                                     |

## Dagstidningar
Lempäälän-Vesilahden Sanomat är en gemensam lokal dagstidning med grannkommunen Vesilahti.